# Beacon (Iowa)
Beacon és una població dels Estats Units a l'estat d'Iowa. Segons el cens del 2000 tenia 518 habitants.

## Demografia
Segons el cens del 2000, Beacon tenia 518 habitants, 208 habitatges, i 153 famílies. La densitat de població era de 198 habitants per km².
Dels 208 habitatges en un 31,7% hi vivien nens de menys de 18 anys, en un 57,2% hi vivien parelles casades, en un 11,1% dones solteres, i en un 26% no eren unitats familiars. En el 21,2% dels habitatges hi vivien persones soles el 6,7% de les quals corresponia a persones de 65 anys o més que vivien soles. El nombre mitjà de persones vivint en cada habitatge era de 2,49 i el nombre mitjà de persones que vivien en cada família era de 2,85.
Per edats la població es repartia de la següent manera: un 25,1% tenia menys de 18 anys, un 10,4% entre 18 i 24, un 27,6% entre 25 i 44, un 23,9% de 45 a 60 i un 12,9% 65 anys o més.
L'edat mediana era de 35 anys. Per cada 100 dones de 18 o més anys hi havia 100 homes.
La renda mediana per habitatge era de 32.000 $ i la renda mediana per família de 35.469 $. Els homes tenien una renda mediana de 31.500 $ mentre que les dones 26.641 $. La renda per capita de la població era de 16.972 $. Entorn del 5,5% de les famílies i el 8,8% de la població estaven per davall del llindar de pobresa.

## Poblacions més properes
El següent diagrama mostra les poblacions més properes.